# 바베현
바베현(베트남어: Huyện Ba Bể / 縣𠀧波)은 베트남 동북부 지방 박깐성의 현이다.

## 행정 구역
바베현은 1시진, 12사를 관할하고 있다.

### 시진
- 쯔라 시진 (Thị trấn Chợ Rã, 𢄂野市鎭)

### 사
- 바인짝 사 (Xã Bành Trạch, 彭澤社)
- 까오트엉사 (Xã Cao Thượng, 高上社)
- 쭈흐엉사 (Xã Chu Hương, 藷香社)
- 디아린사 (Xã Địa Linh, 地靈社)
- 동푹사 (Xã Đồng Phúc, 同福社)
- 하헤우사 (Xã Hà Hiệu, 下效社)
- 호앙찌사 (Xã Hoàng Trĩ, 黄峙社)
- 캉닌사 (Xã Khang Ninh, 康寧社)
- 미프엉사 (Xã Mỹ Phương, 美芳社)
- 남머우사 (Xã Nam Mẫu, 南畝社)
- 푹록사 (Xã Phúc Lộc, 福禄社)
- 꽝케사 (Xã Quảng Khê, 廣溪社)
- 트엉자오사 (Xã Thượng Giáo, 上教社)

## 같이 보기
- 바베호
- 바베 국립공원